# Graham Wilson
Pour les articles homonymes, voir Wilson.
Pas d'image ? Cliquez ici

a Compétitions nationales et continentales officielles uniquement.

b Matchs officiels uniquement.
Graham Wilson, né le 24 juin 1939 à Grafton et mort le 20 décembre 2005 à Sydney, est un joueur de rugby à XIII australien évoluant au poste de deuxième ligne dans les années 1950 et 1960. Bien que né en Australie, il est invité à prendre part à la tournée de l'Afrique du Sud en 1963 pour aider cette sélection dans ses premiers pas en XIII et y dispute des matchs amicaux. Il dispute avec la sélection australienne trois rencontres contre un même adversaire : la France.

## Palmarès

### Détails en sélection
| Matchs internationaux de Graham Wilson en rugby à XIII | Matchs internationaux de Graham Wilson en rugby à XIII | Matchs internationaux de Graham Wilson en rugby à XIII | Matchs internationaux de Graham Wilson en rugby à XIII | Matchs internationaux de Graham Wilson en rugby à XIII | Matchs internationaux de Graham Wilson en rugby à XIII | Matchs internationaux de Graham Wilson en rugby à XIII | Matchs internationaux de Graham Wilson en rugby à XIII | Matchs internationaux de Graham Wilson en rugby à XIII | Matchs internationaux de Graham Wilson en rugby à XIII | Matchs internationaux de Graham Wilson en rugby à XIII | Matchs internationaux de Graham Wilson en rugby à XIII |
|                                                        | Date                                                   | Adversaire                                             | Résultat                                               | Compétition                                            | Poste                                                  | Points                                                 | Essais                                                 | Pen.                                                   | Drops                                                  |                                                        |                                                        |
| ------------------------------------------------------ | ------------------------------------------------------ | ------------------------------------------------------ | ------------------------------------------------------ | ------------------------------------------------------ | ------------------------------------------------------ | ------------------------------------------------------ | ------------------------------------------------------ | ------------------------------------------------------ | ------------------------------------------------------ | ------------------------------------------------------ | ------------------------------------------------------ |
| sous les couleurs de l'Australie                       |                                                        |                                                        |                                                        |                                                        |                                                        |                                                        |                                                        |                                                        |                                                        |                                                        |                                                        |
| 1.                                                     | 22 décembre 1963                                       | France                                                 | 21-9                                                   | Test-match                                             | Pilier                                                 | -                                                      | -                                                      | -                                                      | -                                                      |                                                        |                                                        |
| 2.                                                     | 18 janvier 1964                                        | France                                                 | 16-8                                                   | Test-match                                             | Deuxième ligne                                         | -                                                      | -                                                      | -                                                      | -                                                      |                                                        |                                                        |
| 3.                                                     | 22 décembre 1963                                       | France                                                 | 35-9                                                   | Test-match                                             | Deuxième ligne                                         | 3                                                      | 1                                                      | -                                                      | -                                                      |                                                        |                                                        |